# Oberleitungsbus La Spezia
Der Oberleitungsbus La Spezia ist ein elektrisch betriebenes Verkehrsmittel in der ligurischen Hafenstadt La Spezia in Italien. Das 24,8 Kilometer lange Liniennetz besteht aus zwei Linien und wird von der Verkehrsgesellschaft ATC Esercizio betrieben, jährlich werden 2,2 Millionen Fahrgäste befördert.

## Linien
Das O-Busnetz besteht aus zwei Linien:
| Linie | Strecke                                                                             |
| ----- | ----------------------------------------------------------------------------------- |
| 1     | Pegazzano – Via Chiodo – Comune – Canaletto – Bragarina                             |
| 3     | Chiappa – Stazione Centrale – Via Chiodo – Comune – Stazione Migliarina – Canaletto |

## Geschichte

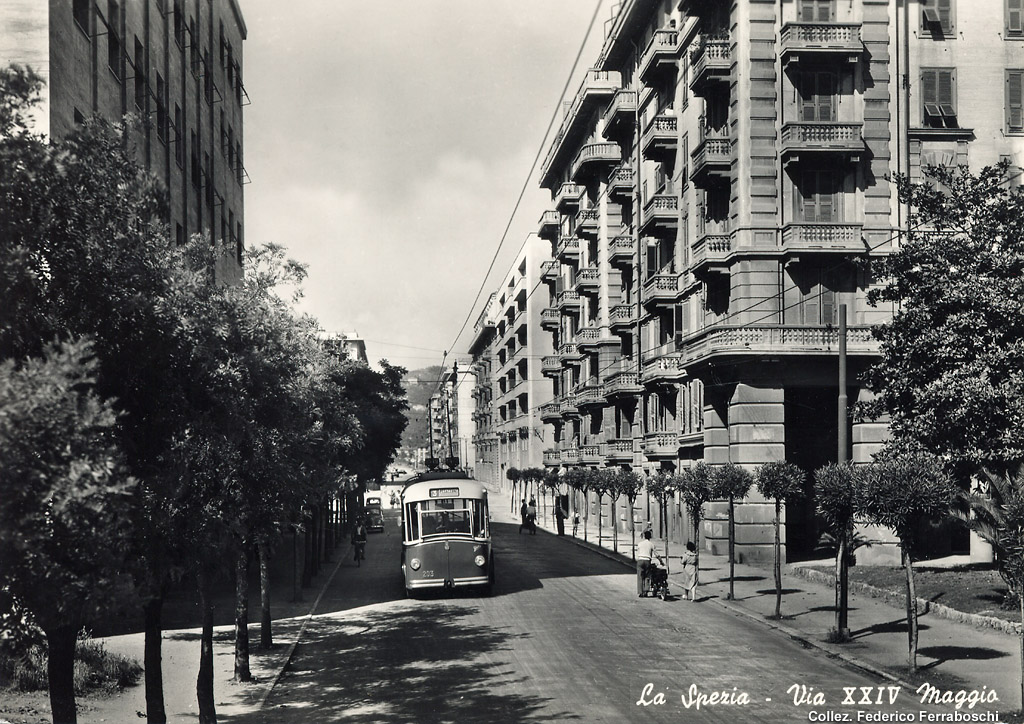
O-Bus 203 des Typs Fiat 668 Viberti im Jahr 1958

Bereits zwischen 1906 und 1909 besaß La Spezia eins der ersten O-Busnetze Italiens. Die vorwiegend für Tests genutzte Strecke verlief vom Stadtzentrum nach Fezzano. Zum Einsatz kamen Fahrzeuge vom Typ Omnibus Turrinelli, die unter den Nummern 31 bis 34 eingereiht waren.
Nach dem Zweiten Weltkrieg entstand ab 1951 ein moderneres Netz.
Im Jahr 1966 wurden insgesamt drei Linien betrieben, wobei 1 und 3 die gleiche Strecke in unterschiedliche Richtungen bedienten. Ausgehend von den jeweiligen Endpunkten im Südwesten wurde die Schleife durch Migliarina und Canaletto im Nordosten mittels einer langen Stichfahrt erreicht, sodass je Fahrtrichtung das Zentrum zweimal durchquert wurde.
| Linie | Strecke                                                                                             | Anmerkung        |
| ----- | --------------------------------------------------------------------------------------------------- | ---------------- |
| 1     | Chiappa → Stazione Centrale → Via Chiodo → Stazione Migliarina → Canaletto → Via Chiodo → Pegazzano |                  |
| 2     | Cadimare – Marola – Via Chiodo – Canaletto – Pagliari – Muggiano                                    | 1978 eingestellt |
| 3     | Pegazzano → Via Chiodo → Canaletto → Stazione Migliarina → Via Chiodo → Stazione Centrale → Chiappa |                  |

1978 erfolgte die Einstellung der O-Bus-Linie 2, welche die Umstellung auf Autobus zwischen Cadimare und Muggiano zur Folge hatte.
1998 trennte man nach über 30 Jahren die Schleifenführung durch Migliarina und Canaletto auf und verlängerte die Linie 1 von Canaletto nach Bragarina. Die Linie 3 endete seitdem von der Stazione Migliarina kommend in der Häuserblockschleife Canaletto.
2005 musste der elektrische Betrieb auf Linie 3 wegen Bauarbeiten auf Corso Nazionale und am Piazzale Ferro eingestellt werden. Damit erreichte der O-Busbetrieb mit nur noch drei Umläufen auf Linie 1 im 20-Minuten-Takt ein historisches Tief.
Am 30. März 2007 wurde im Nordosten des Netzes die neue Wendeschleife Palaspezia in Betrieb genommen. Infolgedessen fuhren die O-Busse auf der Linie 1 zwischen 12. Mai 2007 und 11. September 2008 abwechselnd nach Bragarina und Palaspezia. Gleichzeitig wurde ein Zehn-Minuten-Takt eingeführt. Zwischen 12. September 2008 und 31. März 2011 wurde dann nur noch der Streckenast nach Bragarina im Zwölf-Minuten-Takt bedient, wofür sechs Wagen erforderlich waren. Ab 1. April 2011 erhielt die Linie 1 mit nur noch drei Umläufen alle 20 Minuten wieder einen deutlich ausgedünnteren Fahrplan.
2012 wurde der elektrische Betrieb für rund zwei Jahre eingestellt, da am derzeitigen O-Busdepot umfangreiche Umbaumaßnahmen vorgesehen sind. Die Trolleybusse müssen dafür in ein anderes Depot ohne Fahrleitungsanschluss umziehen. Aufgrund ihres schwachen Akku-Notfahrtsystems können sie ohne Oberleitung nur in Schritttempo bewegt werden, was einen Einsatz während der Bauphase unmöglich macht.
Am 20. März 2014 wurde auf beiden Trolleybuslinien der elektrische Betrieb wieder aufgenommen.

## Depot
Der O-Bus-Betriebshof befindet sich in Canaletto östlich der von beiden Linien genutzten Häuserblockschleife und ist mit einer rund 100 Meter langen Betriebsstrecke durch die Via Don Giovanni Bosco angebunden.

## Fahrzeuge
Vor der temporären Betriebseinstellung bestand der Wagenpark aus 14 Solowagen des Typs Breda 4001.12, von denen zuletzt noch fünf regulär verwendet wurden. 2014 gingen anlässlich der Wiedereröffnung sieben neue Trolleybusse des Typs Trollino 12 des polnischen Herstellers Solaris in Betrieb, ihre elektrische Ausrüstung lieferte Vossloh Kiepe zu. Zusätzlich besteht die Option auf einen weiteren Wagen.
| Nummern | Stück | Hersteller | Elektrik      | Typ                 | Art       | Baujahr | Anmerkung                                                                                 | Bild |
| ------- | ----- | ---------- | ------------- | ------------------- | --------- | ------- | ----------------------------------------------------------------------------------------- | ---- |
| 801–814 | 14    | Breda      | Breda         | 4001.12             | Solowagen | 1988    | Wagen 803 bis 807, 809 und 812 bis 814 zuletzt abgestellt, mittlerweile alle ausgemustert |      |
| 815–822 | 07    | Solaris    | Vossloh Kiepe | Solaris Trollino 12 | Solowagen | 2014    |                                                                                           |      |